# Prisme (équipement sportif)
Pour les articles homonymes, voir Prisme.
Le Prisme (Pôle de Référence Inclusif Sportif Métropolitain) est un équipement sportif situé à Bobigny (Seine-Saint-Denis) et ouvert en 2025.
Cet équipement multisports inclusif est conçu pour favoriser la pratique du sport adapté et du handisport, comme de la pratique sportive classique.

## Histoire
le Prisme est un équipement sportif multisports à l’accessibilité universelle destiné particulièrement au handisport. Il est construit par le Département de la Seine-Saint-Denis sur l'emprise du stade de la Motte à Bobigny, près de l’hôpital Avicenne et à proximité de l’université Sorbonne-Paris-Nord. Sa première pierre est posée en présence du président du Cojo de Paris 2024 Tony Estanguet et des partenaires institutionnels le 8 octobre 2022. Il comprend notamment deux salles multisports, un mur d'escalade, une salle d'armes de six pistes pouvant accueillir le tir à l'arc ou une aire de lancer virtuelle. Plusieurs espaces sont également destinés à la pratique de la boccia, de la danse, mais aussi au e-sport, à la musculation, ainsi qu'une salle de motricité sécurisée destinée aux sportifs polyhandicapés. Ce complexe sportif est bâti sur deux étages et peut accueillir jusqu’à 1 500 usagers simultanément. L'équipement, initialement prévu pour le printemps 2024, a été inauguré le 1er février 2025.
L'investissement est de 55,5 millions d’euros hors taxes, financé par le Département de la Seine-Saint-Denis, avec, en octobre 2022, les contributions de la Métropole du Grand Paris (13 M€), de la Solideo (4 M€), de la Région Île-de-France (4 M€), du Fonds de Solidarité et d’Investissement Interdépartemental (2,3 M€), et de la Ville de Bobigny (500 000 €).
Le Prisme accueille des compétitions handisport comme en juin 2025 la coupe du monde des clubs de foot fauteuil.